# 108
سنة 108 م (بالأرقام الرومانية: CVIII) كانت سنة كبيسة تبدأ يوم السبت (الرابط يظهر نموذج الجدول الزمني الكامل للسنة) من التقويم اليولياني. بدأت تسمية السنة ب108 منذ العصور الوسطى المبكرة، عندما أصبح تقويم أنو دوميني هو الأسلوب السائد في أوروبا لتسمية السنوات.

## أحداث
- تاسيتس يكتب التواريخ وتشمل أحداث الفترة من 69 إلى 96.